# London Philharmonic Orchestra
London Philharmonic Orchestra (LPO), (også London Session Orchestra) er et britisk orkester, med tilhold i Royal Festival Hall, London. LPO blev etableret i 1932 af Thomas Beecham. Orkesteret blev selvstyret i 1939. 
Orkesteret vil være kendt sine bidrag til film som Lawrence of Arabia, The Mission og The Lord of the Rings. I 1990-tallet udgav orkesteret plader med orkesterversioner af Pink Floyds, Led Zeppelins, og The Whos musik, og de har i det sidste samarbejdet med Nightwish på deres album Once, og med en kommende plade. Orkesteret vandt Spellemannprisen 1995 i klassen orkestermusik for Sjostakovitj: cellokoncerter med Truls Mørk som sollist på cello og Mariss Jansons som dirigent.